# Zdravotnické zařízení
Zdravotnické zařízení, zkráceně ZZ, je zařízení, jehož úkolem je poskytovat zdravotní péči.

## Typy zdravotnických zařízení
Zdravotnická zařízení je možno rozdělit například podle typu poskytované péče.

### ZZ jednodenní péče
(ZZ ambulantní)
- oční lékař resp. oftalmologická ambulance
- ortopedie
- psychiatrie
- neurologie
- dermatologie
- rehabilitace
- urologie
- klinická psychologie
- klinická logopedie
- ORL
- alergologie
- dermatovenerologie
- zdravotní rehabilitace

### ZZ lůžkové péče
(hospitalizační ZZ)
- nemocnice
  - malá nemocnice
  - velká nemocnice
  - porodnice
  - nemocnice následné péče
  - fakultní nemocnice
- léčebna dlouhodobě nemocných
- odborný léčebný ústav
  - psychiatrická léčebna
  - nemocnice následné péče (obdoba nebo synonymum LDN)
  - nemocnice následné rehabilitační péče

### ZZ lékárenské péče
(Lékárny a výdejny PZT)
- lékárna
- oční optika a optometrie
- výdejna PZT

### ZZ prvního styku
- praktický lékař pro dospělé
- zubní lékař resp. stomatologická ambulance
- praktický lékař pro děti a dorost - pediatrie
- gynekologická ambulance
- lékařská služba první pomoci

### Laboratoře
- cytologie
- klinická biochemie a hematologická laboratoř
- mikrobiologie

### Zdravotní doprava
(zdravotnické dopravní a záchranné služby)
- Dopravní zdravotní služba
  - sanitka resp. vozidlo DRNR
- zdravotnická záchranná služba
  - letecká záchranná služba

### Ostatní
- protialkoholní záchytné služby
- protitoxikomanické záchytné služby
- lázeňské zdravotnické zařízení
- hygienická služba
- domácí péče (home care)
- porodní asistentka a dětská sestra